# Leichtathletik-Länderkampf der Männer 1937 Deutschland – Tschechoslowakei
| 9. Leichtathletik-Länderkampf mit deutscher Beteiligung 1937 | 9. Leichtathletik-Länderkampf mit deutscher Beteiligung 1937 |
| ------------------------------------------------------------ | ------------------------------------------------------------ |
|                                                              |                                                              |
| Ländervergleich der Frauen: Deutschland – Tschechoslowakei   |                                                              |
| Austragungsort                                               | Dresden                                                      |
| Wettbewerbe                                                  | 19                                                           |
| Datum                                                        | 22. August 1937                                              |
| 1. GER 2. CSK                                                | 129 Punkte 079 Punkte                                        |
| Chronik                                                      |                                                              |
| ← GER-NLD (F)                                                | GER-SUI (M) →                                                |

Am 22. August trugen die deutschen Männer im Länderkampfjahr 1937 einen weiteren Ländervergleich aus. Es war die neunte Begegnung insgesamt und die achte der Männer. In Dresden ging es gegen die Tschechoslowakei, auf die Deutschland zusammen mit Jugoslawien, Österreich und Ungarn im Rahmen eines Fünf-Ländervergleichs 1925 bereits einmal getroffen war. Parallel fanden fünf weitere deutsche Länderkämpfe an anderen Orten mit anderen Nationen am Wochenende des 21./22. Augusts statt.

## Wettbewerbe und Modus
Wie schon in mehreren Länderkämpfen zuvor wurde mit den zusätzlichen Disziplinen 10.000-Meter-Lauf, 400-Meter-Hürdenlauf, Dreisprung und Hammerwurf ein erweitertes Programm gegenüber den früher meist üblichen Wettbewerben angeboten. Langsam wurden die nun neunzehn Disziplinen zum Länderkampfstandard. Dennoch wurde die Veranstaltung an einem Tag durchgezogen. In den Einzeldisziplinen wurde gewertet wie später üblich: Pl. 1: 5 P, Pl. 2: 3 P, …, Pl. 4: 1 P. Die Punktevergabe in der Staffel wich dagegen vom später standardisierten System ab: Pl. 1: 8 P, Pl. 2: 3 P.

## Resultat
Die deutschen Sportler traten nicht in Bestbesetzung an. Da sechs Länderkämpfe an verschiedenen Orten gleichzeitig stattfanden, musste Deutschland seine stärksten Athleten auf die verschiedenen Ereignisse verteilen, sodass die Mannschaften vor allem mit Athleten aus der zweiten Reihe besetzt waren. Außer im 1500-Meter-Lauf, dem Hochsprung und dem Diskuswurf lagen die deutschen Sportler überall vorne. Die Gesamtwertung entschied damit Deutschland sehr klar mit 129 zu 79 Punkten für sich.

## Legende
Kurze Übersicht zur Bedeutung der Symbolik – so üblicherweise auch in sonstigen Veröffentlichungen verwendet:
| DNF | nicht im Ziel (did not finish) |

## Resultate

### 100 m
| Platz | Athlet           | Land | Zeit (s) |
| ----- | ---------------- | ---- | -------- |
| 1     | Heinz Kreher     | GER  | 10,9     |
| 2     | Voigt            | CSK  | 10,9     |
| 3     | Jahoda           | CSK  | 11,1     |
| 4     | Walter Fritzsche | GER  | 11,1     |

### 200 m
| Platz | Athlet       | Land | Zeit (s) |
| ----- | ------------ | ---- | -------- |
| 1     | Heinz Kreher | GER  | 21,9     |
| 2     | Voigt        | CSK  | 22,3     |
| 3     | Aehnelt      | GER  | 22,4     |
| 4     | Hanc         | CSK  | 23,2     |

### 400 m
| Platz | Athlet           | Land | Zeit (s) |
| ----- | ---------------- | ---- | -------- |
| 1     | Rudolf Klupsch   | GER  | 49,2     |
| 2     | Peter Rößler     | GER  | 50,2     |
| 3     | Břetislav Krátký | CSK  | 50,6     |
| 4     | Karel Knenický   | CSK  | 51,8     |

### 800 m
| Platz | Athlet           | Land | Zeit (min) |
| ----- | ---------------- | ---- | ---------- |
| 1     | Rudolf Harbig    | GER  | 1:55,0     |
| 2     | Stanislav Otáhal | CSK  | 1:55,8     |
| 3     | Evžen Rošický    | CSK  | 1:56,1     |
| 4     | Helmut Becht     | GER  | 1:56,2     |

### 1500 m
| Platz | Athlet            | Land | Zeit (min) |
| ----- | ----------------- | ---- | ---------- |
| 1     | Bedřich Hošek     | CSK  | 4:01,5     |
| 2     | Karl-Heinz Becker | GER  | 4:02,8     |
| 3     | Sallé             | CSK  | 4:08,2     |
| 4     | Willi Rothbart    | GER  | 4:10,8     |

### 5000 m
| Platz | Athlet           | Land | Zeit (min) |
| ----- | ---------------- | ---- | ---------- |
| 1     | Rolf Fellersmann | GER  | 15:33,6    |
| 2     | Erich Pawlack    | GER  | 15:43,2    |
| 3     | Antonín Vaněk    | CSK  | 16:02,2    |
| 4     | W. Hošek         | CSK  | 16:04,2    |

### 10.000 m
| Platz | Athlet         | Land | Zeit (min) |
| ----- | -------------- | ---- | ---------- |
| 1     | Max Gebhardt   | GER  | 31:35,4    |
| 2     | Hušek          | CSK  | 32:28,2    |
| 3     | Rudolf Böttger | GER  | 33:04,0    |
| 4     | W. Hošek       | CSK  | 33:44,0    |

### 110 m Hürden
| Platz | Athlet        | Land | Zeit (s) |
| ----- | ------------- | ---- | -------- |
| 1     | Georg Glaw    | GER  | 15,2     |
| 2     | Erich Große   | GER  | 15,5     |
| 3     | Rudolf Polame | CSK  | 15,8     |
| 4     | Ernst Berndt  | CSK  | 17,6     |

### 400 m Hürden
| Platz | Athlet           | Land | Zeit (s) |
| ----- | ---------------- | ---- | -------- |
| 1     | Georg Glaw       | GER  | 55,1     |
| 2     | Stanislav Otáhal | CSK  | 57,2     |
| 3     | Siegfried Lembke | GER  | 57,3     |
| 4     | Ernst Berndt     | CSK  | 60,0     |

### 4 × 100 m Staffel
| Platz | Besetzung        | Land                                               | Zeit (s) |
| ----- | ---------------- | -------------------------------------------------- | -------- |
| 1     | Deutsches Reich  | Helmut Schöne Heinz Kreher Helmut Jentzsch Aehnelt | 43,1     |
| 2     | Tschechoslowakei | Jahoda Voigt Hanc Břetislav Krátký                 | 43,2     |

### 4 × 400 m Staffel
| Platz | Besetzung        | Land                                                     | Zeit (min) |
| ----- | ---------------- | -------------------------------------------------------- | ---------- |
| 1     | Deutsches Reich  | Peter Rößler Franz Helmle Helmut Jentzsch Rudolf Klupsch | 3:22,5     |
| 2     | Tschechoslowakei | Břetislav Krátký Sallé Evžen Rošický Karel Knenický      | 3:37,2     |

### Hochsprung
| Platz | Athlet            | Land | Höhe (m) |
| ----- | ----------------- | ---- | -------- |
| 1     | Vladimír Galanda  | CSK  | 1,85     |
| 2     | Walter Häusler    | GER  | 1,85     |
| 3     | Cispiua           | CSK  | 1,80     |
| 4     | Helmuth Rosenthal | GER  | 1,75     |

### Stabhochsprung
| Platz | Athlet       | Land | Höhe (m) |
| ----- | ------------ | ---- | -------- |
| 1     | Heinz Krause | GER  | 3,50     |
| 2     | Patočka      | CSK  | 3,20     |
| 3     | Voldřich     | CSK  | 3,10     |
| DNF   | Heinz Knauer | GER  |          |

### Weitsprung
| Platz | Athlet            | Land | Weite (m) |
| ----- | ----------------- | ---- | --------- |
| 1     | Bernhard Aßmus    | GER  | 7,12      |
| 2     | Karl Brandstätter | GER  | 6,97      |
| 3     | Josef Vosolsobě   | CSK  | 6,93      |
| 4     | Ludvík Kománek    | CSK  | 6,83      |

### Dreisprung
| Platz | Athlet         | Land | Weite (m) |
| ----- | -------------- | ---- | --------- |
| 1     | Erwin Staib    | GER  | 14,10     |
| 2     | Ludvík Kománek | CSK  | 13,95     |
| 3     | Emil Stark     | GER  | 13,93     |
| 4     | Rudolf Polame  | CSK  | 13,14     |

### Kugelstoßen
| Platz | Athlet          | Land | Weite (m) |
| ----- | --------------- | ---- | --------- |
| 1     | Willi Konrad    | GER  | 15,40     |
| 2     | František Douda | CSK  | 15,37     |
| 3     | Karl Jansen     | GER  | 14,69     |
| 4     | Karel Hoplíček  | CSK  | 14,17     |

### Diskuswurf
| Platz | Athlet          | Land | Weite (m) |
| ----- | --------------- | ---- | --------- |
| 1     | Freund          | CSK  | 44,05     |
| 2     | Karl Jansen     | GER  | 43,52     |
| 3     | Heinz Bauers    | GER  | 43,10     |
| 4     | Jaroslav Knotek | CSK  | 39,81     |

### Hammerwurf
| Platz | Athlet          | Land | Weite (m) |
| ----- | --------------- | ---- | --------- |
| 1     | Karl Hein       | GER  | 55,47     |
| 2     | Karl Lehmann    | GER  | 48,77     |
| 3     | Jaroslav Knotek | CSK  | 46,40     |
| 4     | Brusha          | CSK  | 39,83     |

### Speerwurf
| Platz | Athlet            | Land | Weite (m) |
| ----- | ----------------- | ---- | --------- |
| 1     | Gottfried Weimann | GER  | 60,99     |
| 2     | Max Keipke        | GER  | 57,90     |
| 3     | Pavol Mala        | CSK  | 55,68     |
| 4     | Novak             | CSK  | 55,00     |